# Rhaponticum repens
Rhaponticum repens es una especie de planta herbácea del género Rhaponticum de la familia Asteraceas.

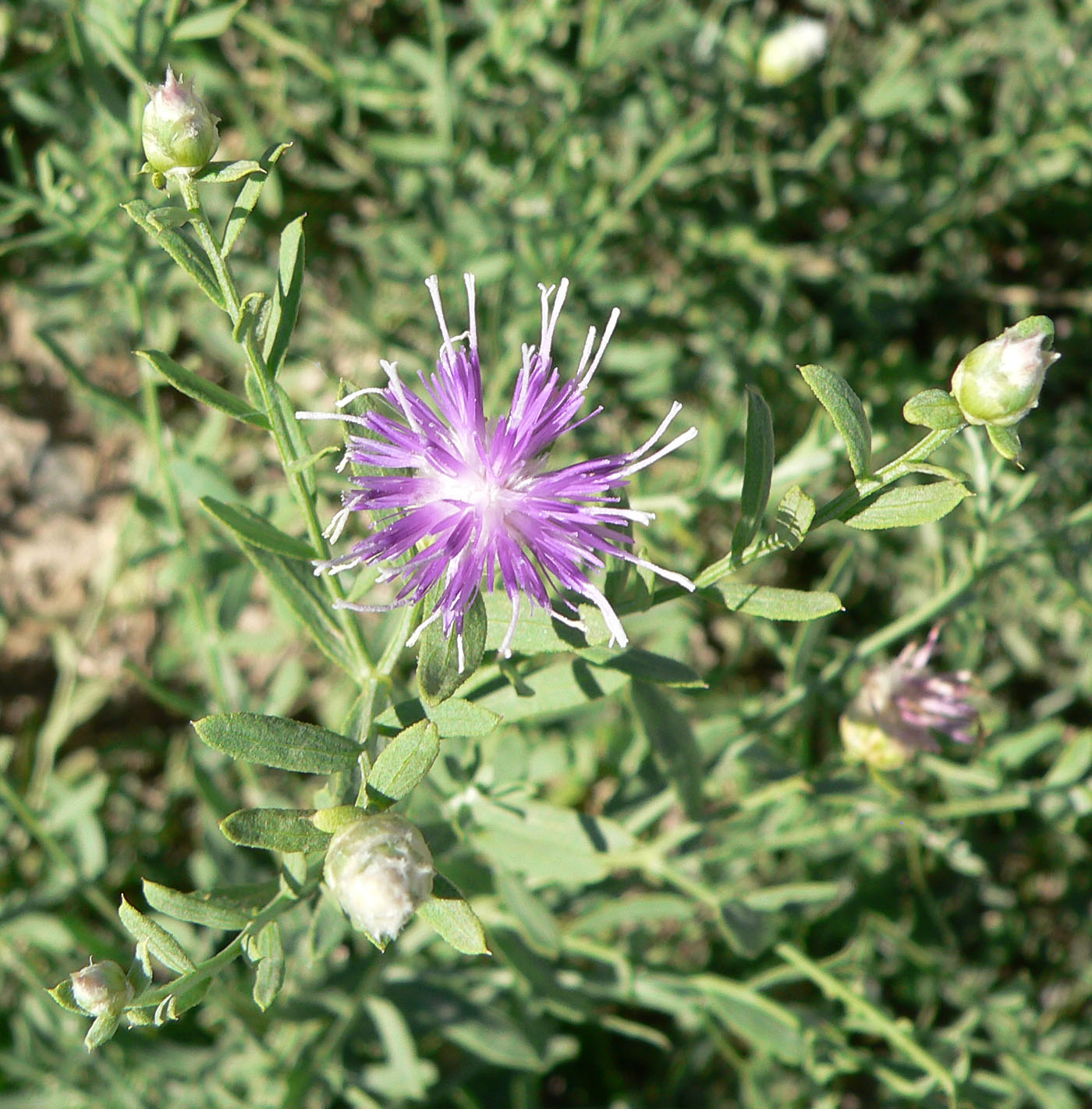
Vista general

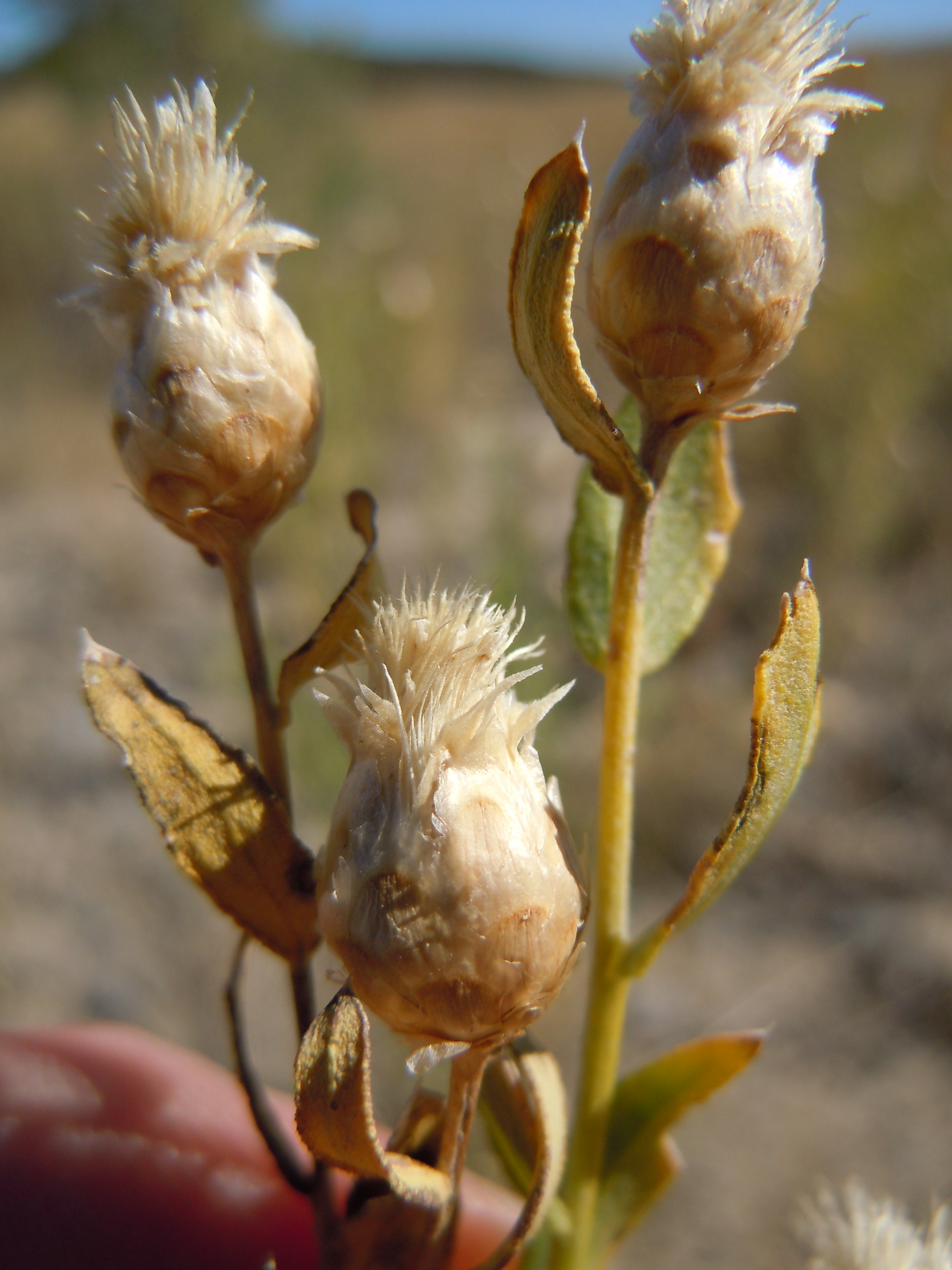
Capítulos post antesis

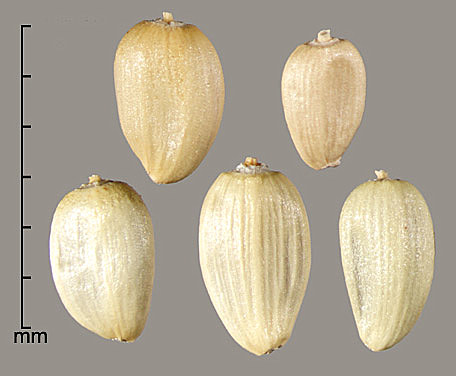
Cipselas sin su vilano

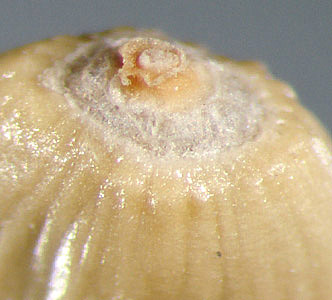
Cipselas sin su vilano: placa apical con nectario central persistente

## Descripción
Es una planta herbácea perenne con raíces rizomatosas muy largas (hasta varios metros de longitud) y ramificadas. Tiene tallos erectos hasta métricos, muy ramificados, hinchados y fistulosos debajo de los capítulos; son de sección circular a poligonal, longitudinalmente acostillados y con algunas glándulas translúcidas e indumento araneoso. Las hojas, de hasta de 8 por 1,5 cm, pero menores hacia lo alto del tallo, son sentadas, pero no decurrentes, con callosidades cartilaginosas en los márgenes y, en las dos caras, glándulas translúcidas e indumento de pelos araneosos. Las basales y medias son elípticas o lanceoladas, irregularmente dentadas o basalmente pinntilobadas; las superiores similares, pero enteras y apicalmente mucronadas. Los capítulos son terminales, organizados en corimbos o panículas, y con 1-2 hojas preinvolucrales. El involucro es de forma oblonga a globosa, algo peludo y con 5-7 filas de brácteas coriáceas, lustrosas y adpresas centripetamente mayores. Prácticamente todas son verdes, ovadas a oblongas con 6-12 nervios longitudinales, más o menos netos, el margen escarioso y un brusco apéndice apical translúcido o parduzco; las más externas, de forma suborbicular, con indumento de pelos araneosos y apéndice apical escarioso estrecho, entero o algo lacerado; las medias, más glabras y apéndice irregularmente lacerado; las de la última y/o penúltima fila, centimétricas, linear-oblongas, glabras, con apéndice de rómbico o triangular, agudo, entero o escasamente lacerado. Los flósculos, de 1-1,5 cm, tienen la corola glabra, con el tubo de color blanco y el limbo pentalobulado rosa-purpúreo. Las cipselas, de 3-4,5 por 2-2,5 mm, glabros y de color amarillento, son obovoides, con 7-12 estrías longitudinales, placa apical con borde entero, y nectario central persistente rodeado de un vilano blanco centimétrico, doble, de pelos barbelados libres en la base.

## Distribución y hábitat

### Distribución
Es una especie originaria del suroeste y centro de Asia (Afganistán, Armenia, Azerbaiyán, Irán, Irak, Mongolia, Turquía, hasta el sureste de Europa (Rusia); introducida en el centro y norte de Europa, Américas (Canadá, Estados Unidos y Argentina), Sudáfrica y Australia.

En la península ibérica, donde se introdujo recientemente, probablemente desde Estados Unidos, solo se conocen en muy pocas zonas: una población en Vilablareix (Provincia de Gerona) y un puñado en el interior de la Provincia de Alicante (Novelda y Villena).
En ciertas zonas donde haya sido introducida, se comporta como una maleza invasora nóciva, pues sus largas raíces rizomatosas, además de permitir una proliferción vegetátiva incontrolada, producen altas concentraciones de sustancias alelopáticas que impiden el desarrollo de la flora nativa y, eventualmente, de los cultivos invadidos.

### Hábitat
Crece en claros de matorrales y herbazales subnitrófilos, en sustratos arcillosos o margosos, alterados y, eventualmente, algo salinos, que conservan cierta humedad durante gran parte del año; a menudo cerca de cursos de agua y en cultivos de cereales desde 100 hasta 600 m de altitud. Tiene una floración tardía primavera-verano (mayo-septiembre).

## Taxonomía
La especie fue descrita originalmente por Carlos Linneo como Centaurea repens y publicado en Species Plantarum, Ed. 2, vol. 2, nº 28, p. 1293, 1863 y ulteriormente atribuido al género Acroptilon, de nueva creación, por Augustin Pyrame de Candolle et publicado como tal en Prodromus Systematis Naturalis Regni Vegetabilis, vol. 6, p. 663, 1838; finalmente y sobre la base de análisis de ADN, fue desplazado al género Rhaponticum por Oriane Hidalgo Grani que lo publicó en Annals of Botany, Oxford, vol. 97(5), p. 714, 2006.
Etimología
- Rhaponticum: del Latín, construido a partir de los vocablos Rha, del griego Ρά, el Río Volga, y Pontīcus, -a, -um, el Ponto Euxino era, según Dioscórides, una planta de raíz negra del mar Negro y regiones limítrofes que, en el Pseudo Dioscórides, los romanos llamaron rhâ Pónticoum, y unos autores prelinneanos consideraron que ciertas especies de Rhaponticum correspondían a dicho rhâ Pónticoum romano.[2][9]
- repens: del latín rēpo, reptar, o sea "rastrero".[9]

Sinonimia
- Acroptilon angustifolium Cass.
- Acroptilon australe Iljin
- Acroptilon obtusifolium Cass.
- Acroptilon picris (Pall. ex Willd.) C.A.Mey.
- Acroptilon picris (Pall. ex Willd.) DC.
- Acroptilon repens (L.) DC.
- Acroptilon serratum Cass.
- Acroptilon subdentatum Cass.
- Centaurea jacea sensu Rigual non L.
- Centaurea picris Pall.
- Centaurea picris Pall. ex Willd.
- Centaurea repens L.
- Serratula picris (Pall.) M.Bieb.[10]

## Citología
Número de cromosomas: 2n = 26.